# Мозговий Василь Федотович
Василь Федотович Мозговий (2 лютого 1929, село Данина, тепер Ніжинського району Чернігівської області — ?) — український радянський діяч, шахтар, машиніст вугільного комбайна, бригадир компексної бригади шахти імені К. Румянцева тресту «Калінінвугілля» комбінату «Артемвугілля» Донецької області. Герой Соціалістичної Праці (29.06.1966). Депутат Верховної Ради СРСР 7—8-го скликань (у грудні 1966—1974 роках).

## Біографія
Народився в селянській родині. Трудову діяльність розпочав у 1945 році колгоспником у колгоспі Чернігівської області.
Освіта неповна середня. У 1949 році закінчив школу фабрично-заводського навчання на Донбасі.
У 1949—1951 роках — прохідник шахти тресту «Краснолучвугілля» Ворошиловградської області.
У 1951—1960 роках — вибійник, у 1960—1964 роках — машиніст вугільного комбайна, з 1964 року — бригадир компексної бригади механізаторів шахти імені К. Румянцева тресту «Калінінвугілля» комбінату «Артемвугілля» міста Горлівки Донецької області. Досяг значних успіхів у виконанні й перевиконанні виробничих планів, узятих соціалістичних зобов'язань. Бригада шахтарів, очолювана Мозговим, виступила ініціатором соціалістичного змагання за широке впровадження і освоєння нової техніки на крутоспадних вугільних пластах.
Член КПРС з 1961 року. Делегат XXIV з'їзду КПРС, XXIII та XXV з'їздів Комуністичної партії України.
Потім — на пенсії в місті Горлівці Донецької області.

## Нагороди
- Герой Соціалістичної Праці (29.06.1966)
- орден Леніна (29.06.1966)
- орден Жовтневої Революції
- медалі
- почесний знак «Шахтарська слава» трьох ступенів
- почесний шахтар Української РСР